# Last Bronx
Last Bronx (ラストブロンクス -東京番外地-, Last Bronx ~Tokyo Bangaichi~) est un jeu de combat sorti sur arcade en 1996, Saturn en 1997, en 1998 sur PC et réalisé par Sega AM3 pour Sega. Il est réalisé avec le moteur et la carte (Model 2) tout comme Virtua Fighter 2. L'émulation PlayStation 2 de la borne d'arcade sortira au Japon uniquement le 29 juin 2006.
Le jeu utilisant la technologie de Virtua Fighter 2, il lui ressemble fortement sauf que ses personnages et leurs styles de combats se distinguent du fait qu'ils portent des armes différentes. Il propose des combats avec armes dans des arènes fermées tout comme Fighting Vipers.
L'animation des personnages a été réalisé en capture de mouvement, et les mouvements des armes sont accompagnés d’un effet stroboscopique.
Le jeu a été réédité sur PlayStation 2 sous le titre Sega Ages 2500 Series Vol. 24: Last Bronx - Tokyo Bangaichi.

## Personnages
- Yusaku : bâton à trois sections
- Joe : nunchaku
- Lisa : deux bâtons
- Tommy : bâton long
- Yoko : deux tonfas
- Kurusawa : bôken
- Nagi : deux sai
- Zaimoku : marteau
- Red Eye : deux tonfas

## Système de jeu

### PC
Les contrôles sont répartis ainsi :
- 5 touches pour les mouvements (Haut, Bas, Droite, Gauche, Roulade)
- 2 touches de combat (Punch, Kick)
- 3 touches de combat secondaires (P+G (Punch secondaire), K+G (Kick secondaire), P+K (jeté))

### Techniques de combat
Le combat est basé sur l’enchaînement des attaques. Il est possible d’enchaîner suivant une multitude de combinaisons faisant intervenir les touches de mouvement et les touches de combat. Chaque personnage a ses propres combinaisons, mais des similitudes peuvent être rencontrées.
Il est à tout moment possible de se protéger. La protection haute bloque l’intégralité des attaques hautes et la protection en accroupi bloque les attaques basses. Il est cependant impossible de se déplacer lorsque l’on se protège, et l’adversaire peut vous mettre à terre en effectuant un jeté.

### Modes de jeu
Arcade, Team battle, Survival, PC mode, Entraînement.

## À noter
Le jeu dans sa conversion sur Saturn n'est pas en haute résolution, contrairement à la conversion sur Saturn de Virtua Fighter 2.